# Повёрткино
Повёрткино — деревня в составе Троицкого сельского поселения Шарьинского района Костромской области России.

## История
Согласно Спискам населенных мест Российской империи в 1872 году деревня Поверткино относилась к 2 стану Ветлужского уезда Костромской губернии. В ней числилось 8 дворов, проживало 40 мужчин и 44 женщины.
Согласно переписи населения 1897 года в деревне проживало 108 человек (50 мужчин и 58 женщин).
Согласно Списку населенных мест Костромской губернии в 1907 году деревня Поверкино относилась к Гагаринской волости Ветлужского уезда Костромской губернии. По сведениям волостного правления за 1907 год в деревне числилось 22 крестьянских двора и 137 жителей. В деревне имелась школа, ветряная мельница. Основными занятиями жителей деревни был извоз и лесной промысел.

## Население
| 2008 | 2010 | 2014 |
| ---- | ---- | ---- |
| 4    | →4   | ↘3   |